# Miquel Barceló
Miquel Barceló Artigues (Felanich, Baleares, 8 de enero de 1957) es un pintor español, próximo al neoexpresionismo. Su cuadro Faena de muleta fue subastado en 2011 por 4,4 millones de euros.

## Biografía
Un viaje a París en 1970 le permitió descubrir el Art Brut, estilo que dejó una fuerte influencia en las primeras obras que presentó en público. Formó parte del grupo Taller Llunàtic de Mallorca. Estudió en la Escuela de Artes Decorativas de Palma de Mallorca entre 1972 y 1973 y continuó en 1974 en la Escuela de Bellas Artes de Sant Jordi de Barcelona, pero poco después abandona sus estudios. Su vida ha transcurrido entre París, Mallorca y Malí, en este último país, concretamente en los Acantilados de Bandiagara.

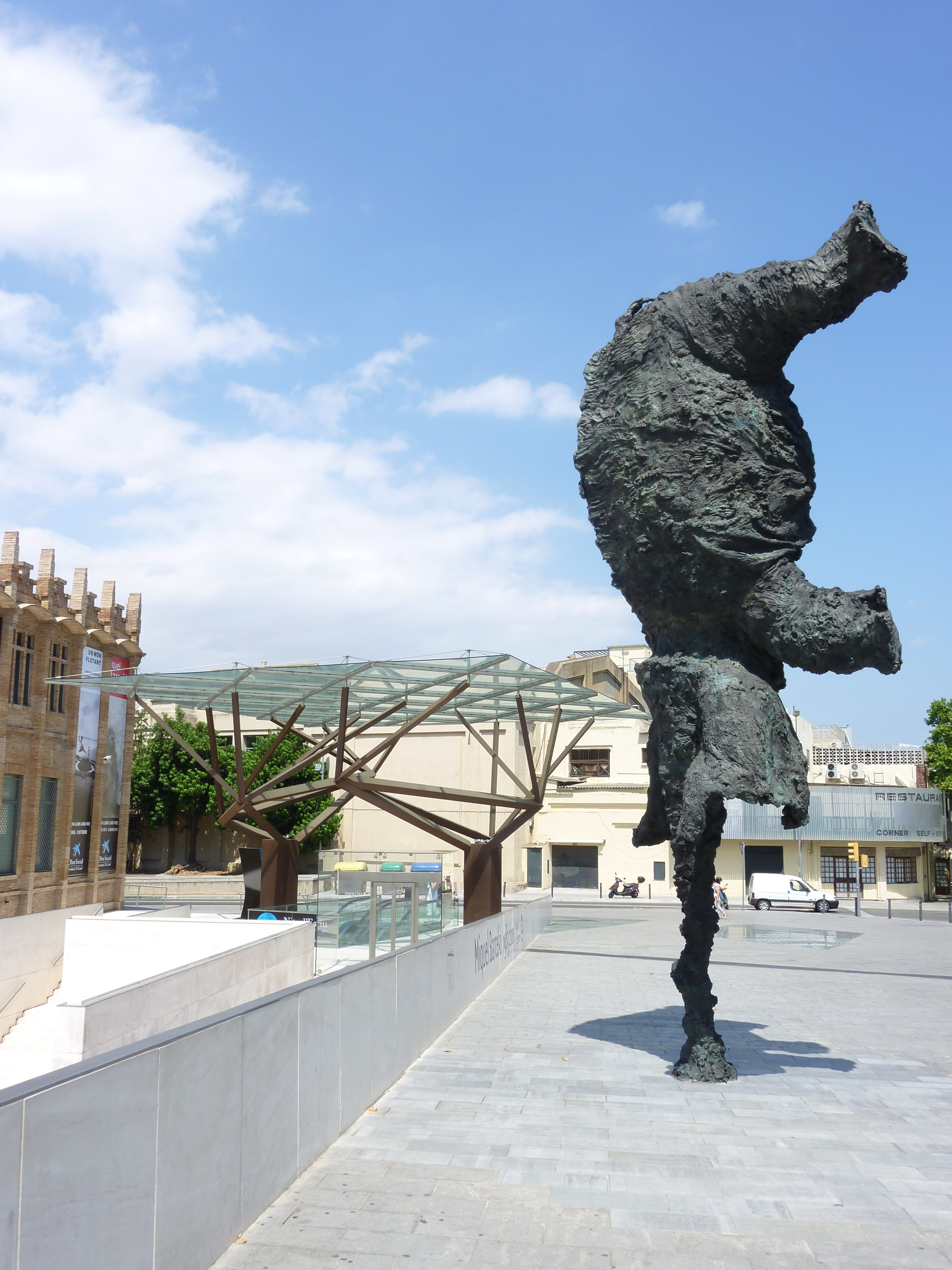
Gran elefante enhiesto (2009), en Barcelona

Empezó a ser más conocido cuando participó en la Bienal de São Paulo (1981) y a raíz de la Documenta VII de Kassel (1982), en que Rudi Fuchs lo presentó; desde entonces su obra es incluida en las más prestigiosas muestras internacionales, configurándose como una de las mayores revelaciones del arte español de los años ochenta.
En 2010, fue profesor invitado de la Escuela Nacional Superior de Arquitectura de Versalles.

## Premios y distinciones
En 1986, se le concedió el Premio Nacional de Artes Plásticas y, en 1988, instaló su taller en Malí, al mismo tiempo que exponía su obra en los museos y salas más relevantes del mundo. Entre ellas, destaca la importante retrospectiva que en 1996 le dedicó el Centro Pompidou de París.
En el 2003, recibió el Premio Príncipe de Asturias de las Artes, uno de los premios más importantes de España.
En 2004, expuso en el museo del Louvre las acuarelas que creó para ilustrar La Divina Comedia, convirtiéndose en el primer artista contemporáneo vivo que exponía en el museo. En Nueva York expuso en la galería de Leo Castelli.
En 2008, expuso 84 piezas de su obra africana en el Centro de Arte Contemporáneo de Málaga, al mismo tiempo que el desvío de Fondos de Ayuda al Desarrollo (FAD) para la decoración de la Cúpula de la sala XX del Palacio de Naciones Unidas en Ginebra levantó un torbellino mediático.
El 29 de noviembre de 2012, fue investido Doctor honoris causa por la Universidad Pompeu Fabra de Barcelona.
El 22 de septiembre de 2017, fue investido Doctor honoris causa por la Universidad de Salamanca, acto enmarcado dentro de la celebración del VIII Centenario de la fundación de esta Universidad.

## Exposiciones

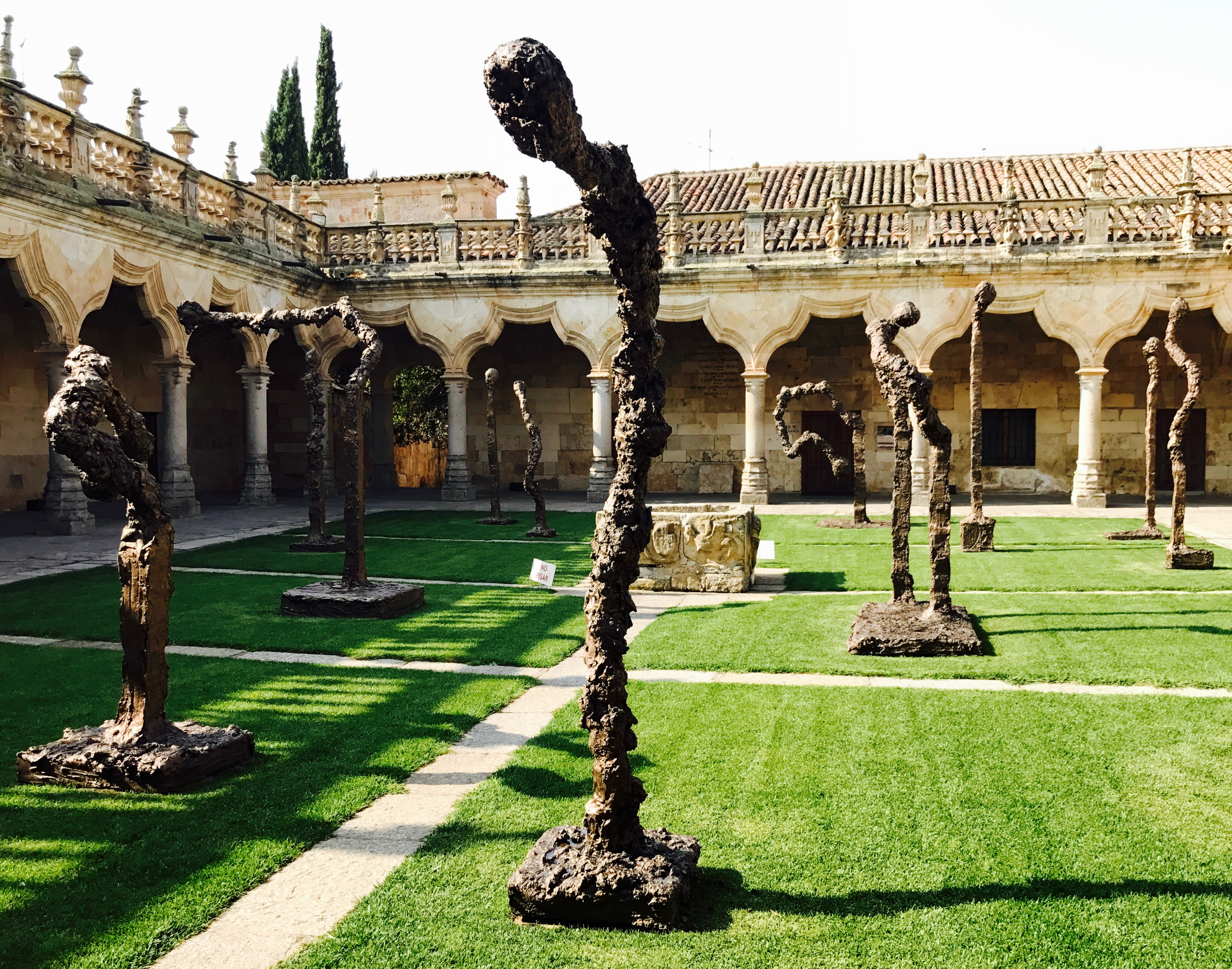
Obras de Barceló expuestas en las Escuelas Menores de Salamanca, con motivo del 800 aniversario de la Universidad salmantina. Septiembre de 2017.

Entre sus exposiciones se encuentra la celebrada en el Caixaforum de Madrid y Barcelona la muestra "Miquel Barceló. 1983-2009. La solitude organisative", retrospectiva de los 25 años del artista. Tras el cierre, en 2012, de la galería Soledad Lorenzo, su obra pasó a ser representada en Madrid por la galería Elvira González, que acogió la primera exposición del artista en enero de 2013. Además Miquel Barceló está representado por Bruno Bischofberger y Tobias Mueller Modern Art (muellermodern.com) en Suiza y por Acquavella Galleries en Nueva York.

## Obra

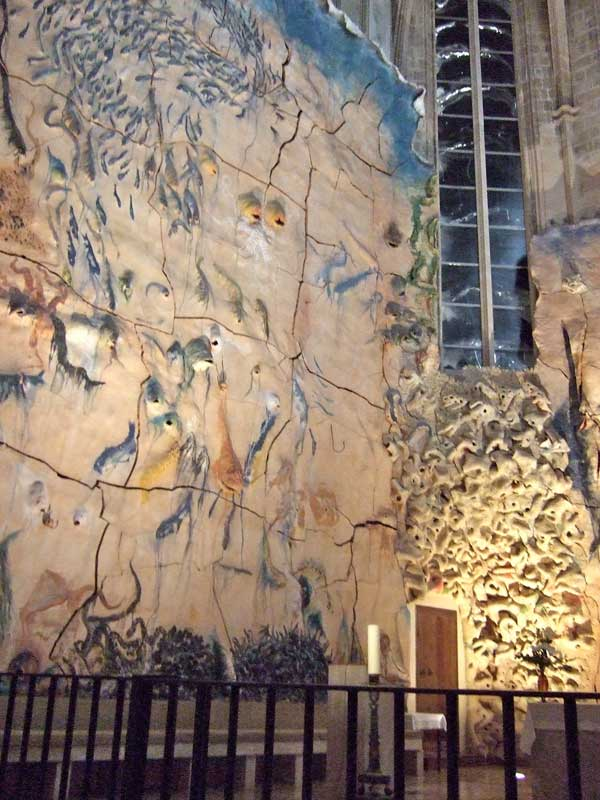
Escultura en la Capilla del Santísimo de La Seu en Palma de Mallorca.

Sus enormes lienzos figurativos de finales de los años setenta con temas de animales de marcado expresionismo reciben la influencia de Joan Miró, el action painting ("pintura de acción"), Jackson Pollock, Antoni Tàpies, el arte conceptual y el art brut.
Posteriormente pasó a realizar una pintura más entroncada con la tradición y así surgieron las series de las bibliotecas, los museos y los cines de forzadas perspectivas y denso tratamiento pictórico.
Entre las características de su obra hay que destacar la inspiración en la naturaleza, consiguiendo relieve a través del uso de unos empastes densos y generalmente oscuros. El Mediterráneo y África han sido dos de sus más importantes referentes. El descubrimiento de África en un viaje a Malí hizo que sus gentes y la vida del desierto fuera uno de los temas más desarrollados en su obra en los últimos años, siempre reflejando una gran preocupación por la naturaleza, el paso del tiempo y los orígenes.
En la última época evolucionó hacia referentes más intelectuales y abstractos. En marzo de 2007, la catedral de Mallorca inauguró la capilla elaborada por él en arcilla. Consta de dos mundos: los frutos del mar y los frutos de la tierra. En mayo de 2007, comenzó los trabajos de decoración de la Cúpula de la sala XX del Palacio de Naciones Unidas en Ginebra, sala destinada a acoger las reuniones del Consejo de los Derechos Humanos con el nombre de Sala de los DDHH y de la Alianza de Civilizaciones.
La literatura fue siempre también una de sus inspiraciones. Ha sido ilustrador de libros y él mismo suele redactar los prólogos de sus catálogos. La imagen de la cabecera diario Público, editado desde septiembre de 2007, es obra suya.
Aurea Dicta es una obra de arte plasmada en forma de libro. Consiste en 120 intervenciones pictóricas. Una edición única y numerada de 1.298 ejemplares firmados individualmente por el artista. El libro recibió el Premio a los Libros Mejor Editados en el año 2018.

## Libros
- Dante Alighieri; ilustrada por Miquel Barceló (2002). Divina Comedia. Infierno. Barcelona: Galaxia Gutenberg. ISBN 978-84-8109-418-3.
- Dante Alighieri; ilustrada por Miquel Barceló (2003). Divina Comedia. El Paraíso (Vol. III). Barcelona: Galaxia Gutenberg. ISBN 978-84-8109-420-6.